# Escala de Mercalli

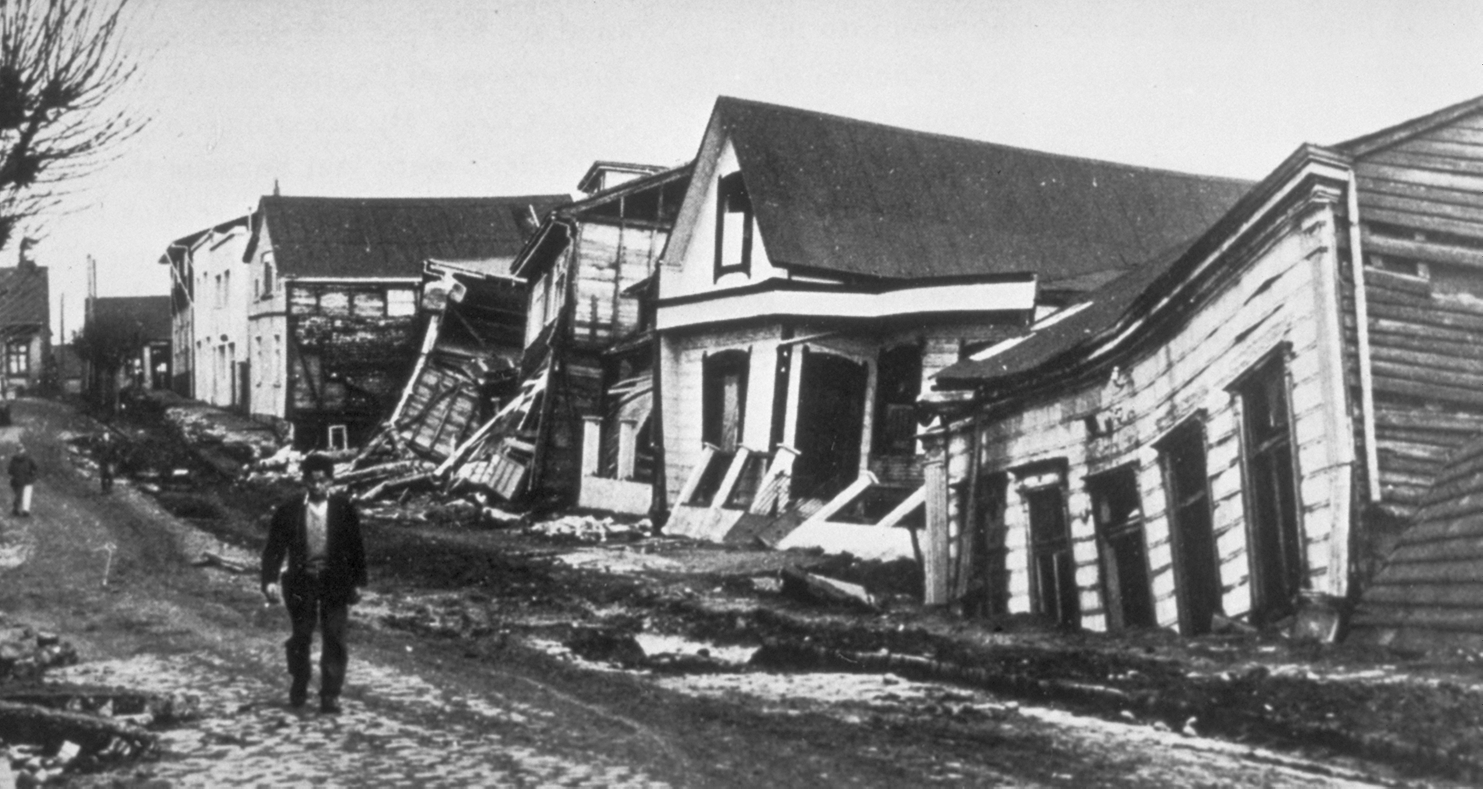
La ciutat de Valdivia (Xile) després del terratrèmol del 1960, el terratrèmol de major magnitud registrat mai (9,5 M_{W}). Va tenir una intensitat de XII a la escala de Mercalli.

L'escala de Mercalli és una escala de 12 punts desenvolupada per a avaluar la intensitat dels terratrèmols a partir dels danys causats en diferents estructures. Deu el seu nom al físic i geòleg italià Giuseppe Mercalli (21 de maig de 1850 - 19 de març de 1914). Va ser modificada l'any 1931 per Harry O. Wood i Frank Neuman.
Es tracta d'una escala subjectiva d'intensitat, ja que avalua la percepció humana del sisme; s'expressa en nombres romans per a diferenciar-la de l'escala de Richter (escala a nivell mundial de magnitud de terratrèmols). En l'actualitat, l'escala de Mercalli ha caigut en desús, i per a mesurar la magnitud d'un terratrèmol es fa servir l'escala de Richter o l'escala sismològica de magnitud de moment.
Els nivells baixos de l'escala estan associats per la forma en què les persones senten el tremolor, mentre que els graus més alts es relacionen amb el dany estructural observat.
L'escala d'intensitat Mercalli es va originar amb els àmpliament utilitzat i simples deu graus de l'Escala Rossi-Forel, que varen ser revisats pel vulcanòleg italià Giuseppe Mercalli en 1884 i 1906. En 1902 els deu graus de l'Escala Mercalli s'expandiren a dotze graus gràcies al físic italià Adolfo Cancani.

## Nivells
- I, instrumental = no es percep per la majoria de persones, només els aparells el detecten
- II, molt feble = es percep per algunes persones, poden moure's petits objectes
- III, feble = vibració general lleu percebuda per les persones
- IV, moderat = pot despertar gent adormida, vibració alarmant d'objectes, alguna caiguda
- V, moderadament fort = trencadisses
- VI, fort = tothom el percep, caiguda d'objectes, trencadisses, els mobles es mouen de lloc
- VII, molt fort = la gent perd l'equilibri, danys en algunes infraestructures
- VIII, destructiu = possibles esfondraments i afectació general en infraestructures
- IX, violent = pànic generalitzat, afectació de fonaments, grans danys infraestructurals.
- X, intens = desviació de vies de tren, afectació a carreteres, esfondraments d'edificis
- XI, extrem = destrucció general d'infraestructures
- XII, cataclisme = alteració significativa del nivell de terra, destrucció general de la zona